# Katharina Schmitt
Katharina Schmitt (* 1979 in Bremen) ist eine deutsche Dramatikerin und Theaterregisseurin.

## Leben
Schmitt studierte Theaterregie an der Akademie der musischen Künste in Prag. Sie arbeitet seit 2005 als Regisseurin und Dramatikerin in Deutschland und in der Tschechischen Republik. 2006 gewann sie für ihr Stück Knock Out den Jakob-Michael-Reinhold-Lenz-Preis für Dramatik. Schmitts Stück SAM wurde 2010 bei den Autorentheatertagen am Deutschen Theater Berlin in einer Einrichtung von Sebastian Hartmann gezeigt; nach Inszenierungen in Wiesbaden, Bielefeld und Prag inszenierte sie das Stück 2012 selbst im Rahmen einer Residenz am Watermill Center New York. Seit 2012 ist sie Hausregisseurin und Mitglied der künstlerischen Leitung des Prager Theaters Studio Hrdinů. 
Ihre Stücke werden vom Rowohlt Theaterverlag vertreten, sie wurden ins Englische, Finnische, Polnische und ins Tschechische übersetzt.

## Auszeichnungen
- 2007: Jakob-Michael-Reinhold-Lenz-Preis für Dramatik
- 2011: Alfred-Döblin-Stipendium
- 2012: Martha-Saalfeld-Förderpreis
- 2012: Residency im Watermill Center New York
- 2014: Literaturstipendium der Konrad-Adenauer-Stiftung (Else-Heiliger-Fonds)

## Stücke
- Knock Out, Theaterhaus Jena 2008
- Im Pelz, Schauspiel Leipzig 2009
- SAM, Hessisches Staatstheater Wiesbaden 2012
- Jugendbildnis, Thalia Theater Hamburg 2012

## Hörspiele
- Knock Out, Regie: Katharina Schmitt (Deutschlandradio Kultur) 2011
- SAM, Regie: Martin Schulze (Deutschlandradio Kultur) 2011